# Chiesa di Sant'Eufemia (Rovigno)
La chiesa di Sant'Eufemia è una chiesa barocca che si trova nel cuore della parte storica di Rovigno, in Croazia.

## Storia e descrizione
Fu costruita tra il 1725 e il 1736 sulla base di una già esistente, a sua volta costruita all'inizio del X secolo sulle fondamenta di una piccola chiesa dedicata a san Giorgio. La sua facciata risale al 1883.
Al suo interno sono conservate le reliquie di sant'Eufemia in un sarcofago romano del VI secolo (adattato nel XV secolo). La chiesa contiene diversi tesori e opere d'arte, tra cui statue gotiche del XV secolo e dipinti del XVI e XVII secolo.
Il campanile, che ricorda quello di San Marco a Venezia, fu costruito tra il 1654 e il 1680 su progetti di Antonio Manopola. Sulla cima dei suoi 60 m di altezza è posta la statua di sant'Eufemia, che funge da banderuola per il vento.